# V.J. Hoff
Villiam Johan Hoff (ved dåben: Johan William Hoff) (11. oktober 1832 i Rendsborg – 24. januar 1907 i København) var en dansk præst.
Hoff blev student 1851, cand. theol. 1857 og derefter huslærer på Gammel Køgegård. 1860 blev han personel kapellan i Vallekilde og Hørve. Her traf han Ernst Trier, sluttede venskab med ham og virkede på hans højskole. 1872 tilbød en vennekreds i egnen ham at blive valgmenighedspræst, og Bethlehemskirken i Ubberup indviedes 1873; dertil kom 1882 en filialkirke i Vallekilde. 1894 gav han efter for opfordringen til at blive præst i Vartov i København. Han blev Ridder af Dannebrog 1896.
Hoff var en fuldtro discipel af Grundtvig, men nød stor anseelse hos alle kirkelige retninger og var aktiv inden for Dansk Santalmission. Da Thomas Skat Rørdam blev biskop, var Hoff selvskrevet til at lede Bethesdamøderne. Hoff var en inderlig from, stilfærdig, men afgjort kristelig personlighed, som stod urokkelig fast på, hvad han anså for sandhed og ret, men som i sjælden grad forstod og respekterede andres standpunkter. Han var en af de mest ireniske skikkelser i den danske kirke i 19. århundrede. Hoff tog ofte ved småskrifter del i den kirkelige forhandling. Han har desuden skrevet et af den danske kirkes mest søgte opbyggelsesskrifter Fra Kirken og fra Lønkammeret (5. oplag 1902).
Hoff er begravet i Ubberup, hvor gravmælet er udformet af P.V. Jensen Klint 1909. Han er gengivet i litografi af I.W. Tegner & Kittendorff efter fotografi. Fotografier af Ludvig Grundtvig 1878 og Marius Christensen 1903 (begge Det Kongelige Bibliotek).